# Volo TANS Perú 222
Il volo TANS Perù 222 era un volo passeggeri interno operato da un Fokker F28-1000 Fellowship dall'Aeroporto Internazionale Jorge Chávez all'aeroporto di Chachapoyas con scalo all'Aeroporto Internazionale FAP Captain José Abelardo Quiñones González in Perù, che si schiantò il 9 gennaio 2003 contro il fianco di una collina. Tutti i 46 passeggeri e l'equipaggio a bordo rimasero uccisi.
Un'indagine condotta dall'ente investigativo sugli incidenti aerei del Perù, il Ministero dei trasporti e delle comunicazioni, stabilì che la causa principale dell'incidente erano i molteplici errori commessi dall'equipaggio, tra cui la scarsa comunicazione tra i piloti e un'eccessiva fiducia nelle loro esperienze di volo.

## L'aereo
L'aereo coinvolto era un aereo di linea bireattore Fokker F28-Mk1000 di fabbricazione olandese a corto raggio fabbricato nel 1975. Il suo numero di serie era 11100 ed era registrato come OB-1396. Al momento dell'incidente l'aereo aveva accumulato 3.127 ore di volo. Fino al 1995 questo F-28 era stato utilizzato come uno dei trasporti presidenziali in configurazione VIP, per voli a corto raggio e regionali.

## L'incidente
Il volo 222 partì da Chiclayo alle 08:17 ora locale e fu autorizzato di salire al livello di volo 190 sulla rotta 075. Alle 08:32 il volo svoltò a sinistra in direzione 060 e quattro minuti dopo iniziò una discesa al livello di volo 130. Alle 08:41 i freni di velocità vennero attivati rallentando l'aereo da 280 nodi a 210. Cinquanta secondi dopo l'equipaggio iniziò una svolta a destra verso la prua 135 per allinearsi con la pista 13 all'aeroporto di Chachapoyas. Alle 8:46 il Fokker si schianta contro la parete verticale di una collina nota come Cerro Collorque ad un'altitudine di 3.450 metri (10.350 piedi), a soli 35 metri sotto la vetta. Le squadre di soccorso non trovarono il relitto fino a due giorni dopo. Nessuno degli occupanti sopravvisse mentre l'aereo rimase pressoché polverizzato dall'incidente.

## Le indagini

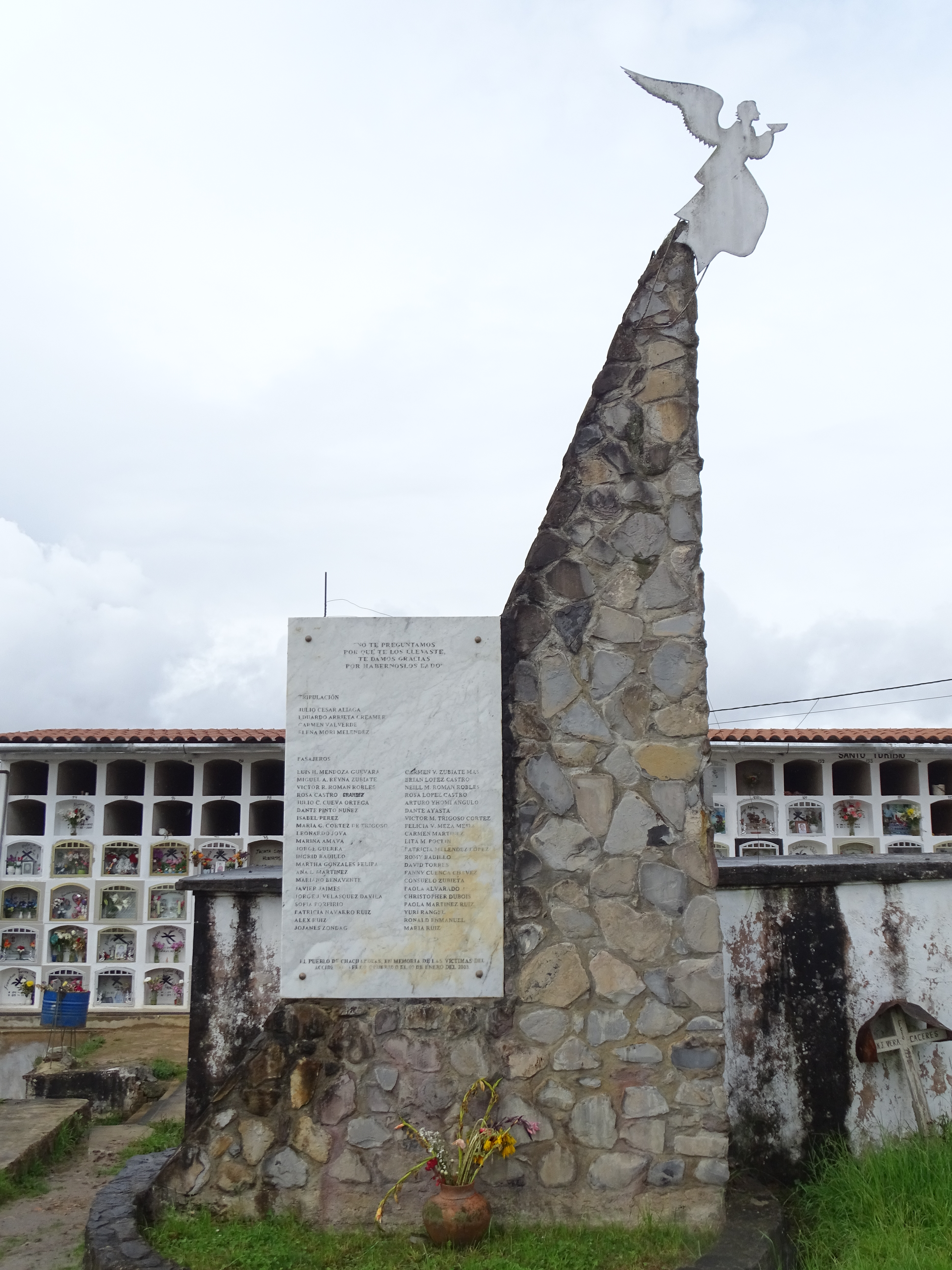
Il memoriale dedicato alle vittime del volo costruito nel cimitero di Chachapoyas.

Il ministero peruviano dei trasporti e delle comunicazioni avviò un'indagine, iniziata poco dopo l'incidente. Vennero recuperati sia il registratore dei suoni di cabina (CVR) che il registratore dei dati di volo (FDR). L'esame del CVR rivelò che l'equipaggio era troppo fiducioso nelle proprie capacità e che non seguì le procedure corrette. La check list pre-atterraggio non venne seguita e la comunicazione tra i due piloti era scarsa.
L'aeroporto di Chachapoyas ha una portata VHF/VOR omnidirezionale, quindi l'equipaggio sapeva in quale direzione si trovava l'aeroporto. Tuttavia non era disponibile alcun dispositivo per la misurazione della distanza (DME), quindi non potevano essere sicuri di quanto fossero lontani dalla pista. In condizioni di scarsa visibilità il volo ha iniziato la discesa troppo presto portando ad un impatto con una collina a circa 10 miglia a nord dell'aeroporto.
Il rapporto ufficiale afferma che il volo controllato contro il suolo, a causa del "compiacimento" e della "mancanza di comunicazione efficace" dell'equipaggio, è la causa principale più probabile dell'incidente. Un fattore che ebbe peso potrebbe essere stata la morte del padre del copilota quattro giorni prima dell'incidente, il che forse l'ha distratto. Gli investigatori riscontrarono anche che l'ambiente di lavoro fosse insoddisfacente a causa dei continui cambi di gestione e della mancanza di salari e bonus pagati.